# 锡姆斯伯勒
锡姆斯伯勒（英語：Simsboro）是美国路易斯安那州下属的一座村镇。根据2010年美国人口普查，该市有人口841人。建置上，属于“village”。